# 塞拉利昂副䲁
塞拉利昂副䲁（學名：Parablennius sierraensis），為輻鰭魚綱鳚形目䲁科副䲁屬的一種，分布於中東大西洋維德角群島至安哥拉納米貝海域，棲息在沿海淺水域，雌魚產附著性卵，雄魚有護卵行為，幼魚為浮游性，生活習性不明。